# Adolf van Ottweiler
Adolf Reichsgraf von Ottweiler, volledige voornamen Ludwig Karl Adolf Moritz, (Saarbrücken, 3 juni 1789 - Vilnius, 10 december 1812), was een zoon van vorst Lodewijk van Nassau-Saarbrücken. Hij was luitenant in Württembergse dienst en nam als vrijwilliger deel aan de veldtocht van Napoleon naar Rusland in 1812.

## Biografie

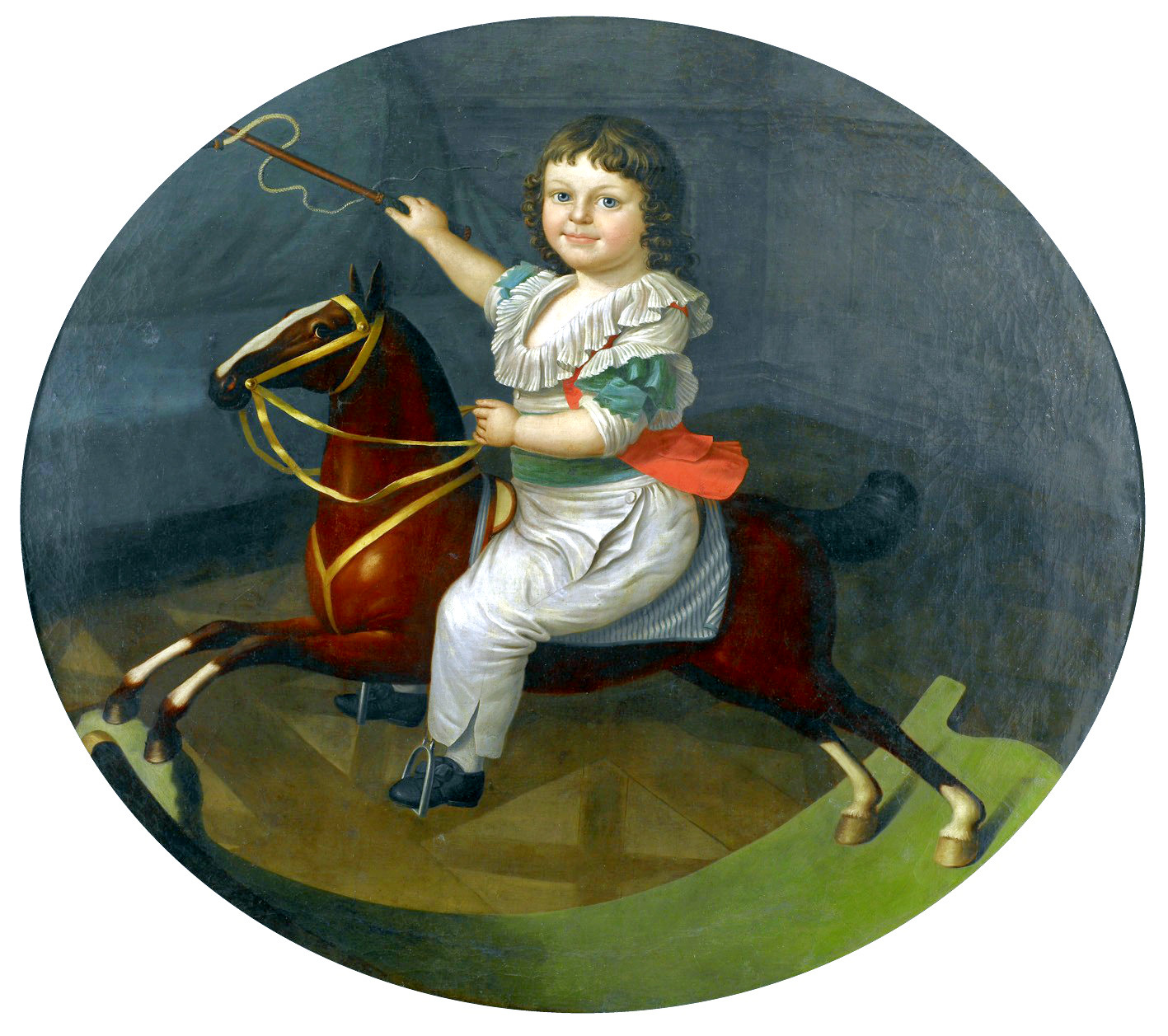
Kinderportret van Adolf door Johann Friedrich Dryander

Het wapen van Adolf Reichsgraf von Ottweiler

Adolf was de jongste zoon van vorst Lodewijk van Nassau-Saarbrücken uit diens tweede, morganatische, huwelijk met Katharina Kest (bijgenaamd das Gänsegretel von Fechingen), dochter van de horige landbouwer Johann Georg Kest (1702-1762) en zijn derde vrouw Anna Barbara Wohlfahrt (1717-1795). Adolf groeide op bij zijn ouders, broers en zusters in Slot Saarbrücken. Zijn officiële titels waren rijksgraaf van Ottweiler, hertog van Dillingen.
Op 31 oktober 1791 vielen Franse revolutionaire troepen onder generaal Ligneville Saarbrücken binnen. Op 13 mei 1793 vluchtten Lodewijk, die in slechte gezondheid was, Katharina en hun kinderen via Mannheim naar Aschaffenburg in Keur-Mainz, waar ze in ballingschap gingen. Daar overleed Lodewijk in 1794.
Katharina ging terug naar Mannheim. Hier woonde ze sinds 1800 met haar kinderen in een paleis in de buurt van de Paradeplatz en in de buurt van Slot Mannheim. In 1802 reisde Katharina met haar zoon Adolf naar Parijs om bij Napoleon Bonaparte de aanspraken op het hertogdom Dillingen geldend te kunnen maken. De Franse staat had tijdens de revolutie het hertogdom Dillingen in beslag genomen. Op bevel van Napoleon kreeg Katharina het hertogdom en Slot Dillingen weliswaar terug, maar in 1806 verkocht ze alle goederen (1600 hectare bos en 400 hectare aan tuinen, akkers en weiden en ook het slot) aan de Dillinger Hütte (thans: AG der Dillinger Hüttenwerke). Het bedrijf liet het slot vervolgens voor woondoeleinden verbouwen. Het slot, de landgoederen en het bos zijn sindsdien eigendom van de Dillinger Hütte. Daarnaast onderhandelde Katharina met Napoleon om de aanspraken van haar zoon Adolf op het vorstendom Nassau-Saarbrücken geldend te kunnen maken. Hier had Katharina echter geen succes.
In Parijs werd Adolf naast het schoolbezoek ook door huisleraren onderwezen, hij ontving ook onderricht in het schermen. Op 16-jarige leeftijd begon hij aan de Universiteit van Heidelberg met de studie kameralistiek. Hij wierp zich in het studentenleven van Heidelberg en was lid van enkele studentenverenigingen. Na enkele universiteitsboetes ontving Adolf op 13 augustus 1808 in Heidelberg, het consilium abeundi (advies om universiteit en stad te verlaten). Hij verhuisde dus gedwongen naar de Universiteit van Göttingen. Ook in Göttingen ontving hij na korte tijd het consilium abeundi. Hij verliet Göttingen vervolgens in het kielzog van de gendarmerie-affaire. Zijn studietijd in Heidelberg en Göttingen komt tot uiting in de correspondentie met zijn studievrienden Georg Kloß en Alexander Stein. De daaropvolgende tijd verbleef hij bij zijn moeder in Mannheim, van waaruit hij ook contact met het verenigingsleven in Heidelberg hield. Een volgende studie begon in het zomersemester 1810 aan de Universiteit van Jena. Al in de winter van 1810 studeerde hij aan de Universiteit van Erlangen.
In maart 1811 trad hij als een Fahnenjunker toe tot het leger van het koninkrijk Württemberg en bezocht eerst de cadettenschool in Ludwigsburg. In augustus 1811 volgde zijn promotie tot tweede luitenant in het Württembergse Garderegiment zu Fuß en op 19 februari 1812 zijn bevordering tot luitenant in het Fußgänger-Bataillon Nr. 2 "König" waar hij in de compagnieën von Gaisberg en von Wundt dienst deed. Adolf meldde zich in maart 1812 als vrijwilliger voor de veldtocht van Napoleon naar Rusland. Hij werd op 16 augustus 1812 in de Slag bij Smolensk door een schot door de schouder ernstig gewond; de kogel kon pas na veertig dagen chirurgisch verwijderd worden. Met een ziekentransport kwam hij op 9 december 1812 in Vilnius aan, waar hij bij temperaturen tot -39° Celsius voor de Poort van het Morgenrood ongelukkigerwijze ook nog door een kanon werd overreden. Met aanzienlijke extra verwondingen en ernstige bevriezingen, werd hij naar het huis van rabbijn Aron gebracht, waar hij in de volgende nacht aan zijn verwondingen en bevriezingen bezweek.
Het overlijden van Adolf bleef onbekend en zijn moeder Katharina heeft tijdens de rest van haar leven op de terugkeer van haar zoon gehoopt en omvangrijk meerjarig onderzoek naar zijn verblijfplaats gedaan. Zelfs tot tsaar Alexander I van Rusland heeft ze zich hieromtrent gewend, die haar echter niets over het lot van Adolf kon mededelen. Tot haar dood hield Katharina aan de fictie vast dat Adolf nog leefde en stelde hem, na de breuk met haar dochters, als hoofderfgenaam aan. Adolfs zuster Luise kon pas een jaar na de dood van Katharina, na een getuigenoproep in verscheidene kranten, de dood van Adolf zonder twijfel aantonen, en daarmee aan de geblokkeerde nalatenschap van Katharina komen.
Adolf was ongehuwd en had geen kinderen.

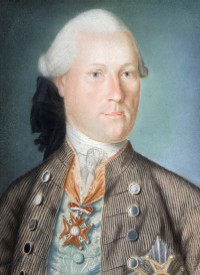
Lodewijk van Nassau-Saarbrücken
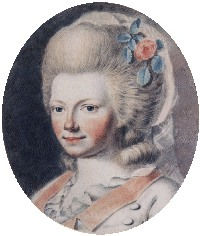
Katharina Kest
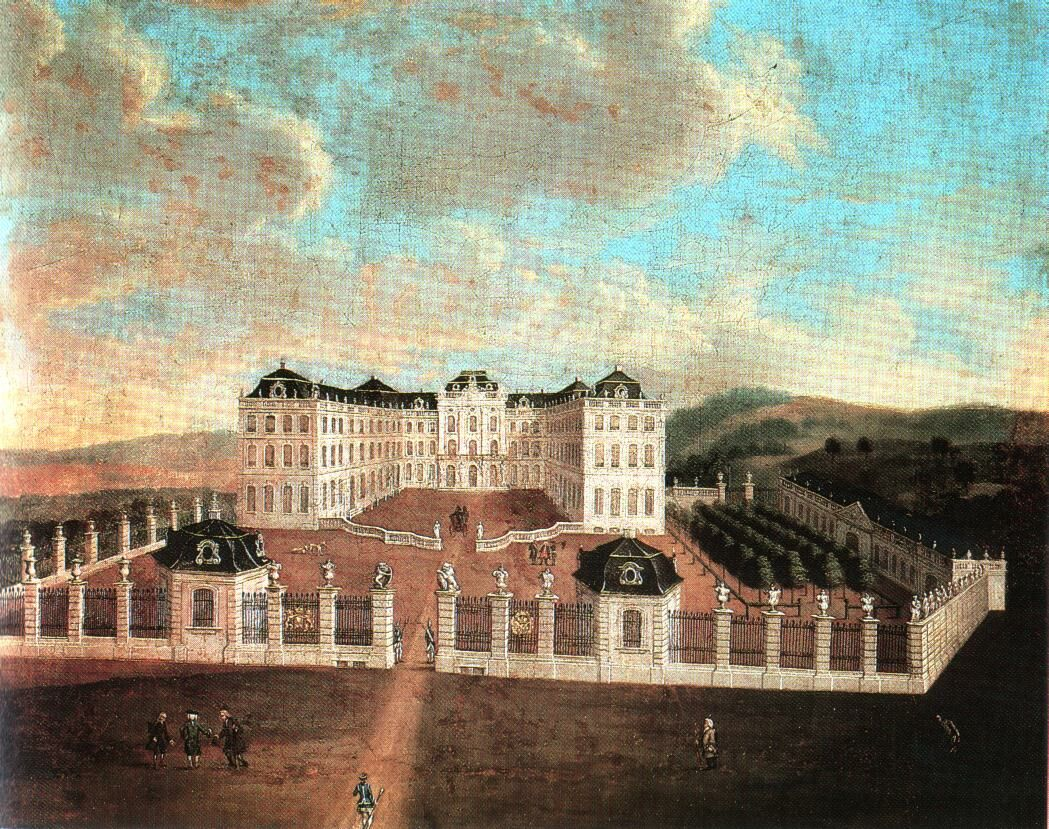
Slot Saarbrücken
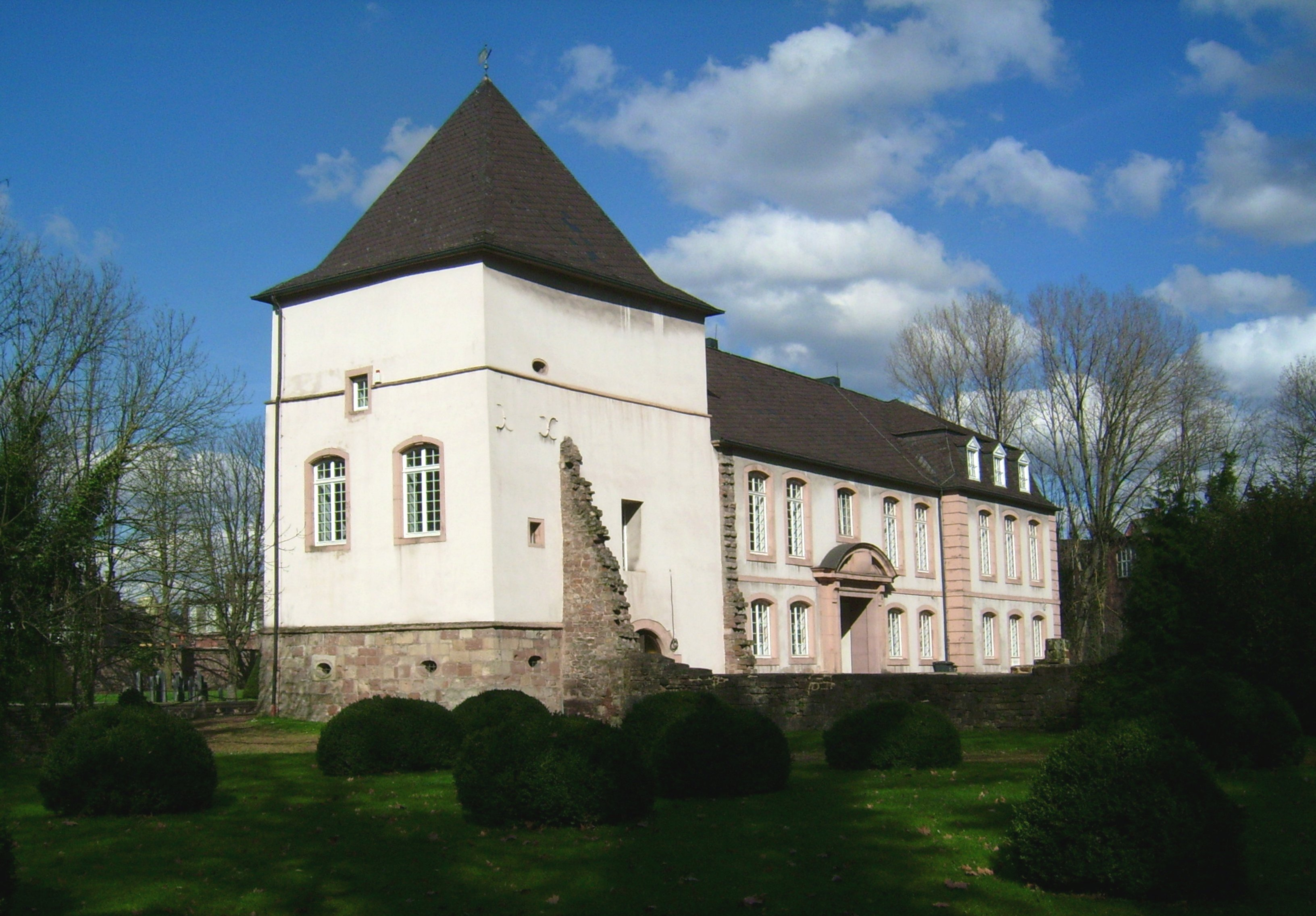
Slot Dillingen
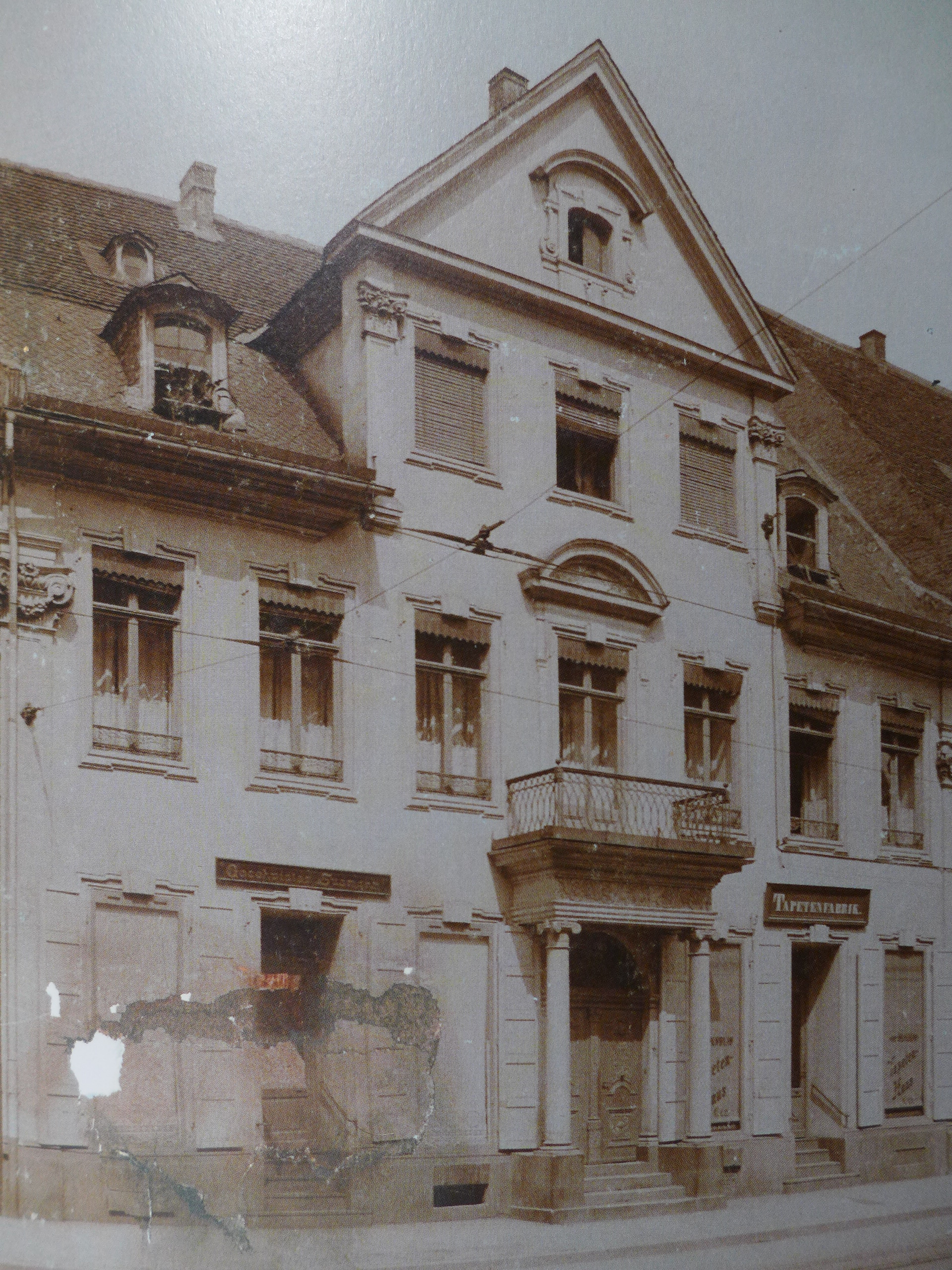
Woning van Katharina Kest in Mannheim sinds 1800

## Geschriften
- (de)  Graf Adolph von Ottweiler, Feldzugsbriefe aus dem Jahre 1812, in: Mitteilungen des Historischen Vereins für die Saargegend, Band 8, 1901, p. 168–220 (Hrsg. Friedrich Köllner).